# Grand Prix Hassan II 2022
Il Grand Prix Hassan II 2022 è stato un torneo di tennis giocato sulla terra rossa. È stata la 36ª edizione del Grand Prix Hassan II, facente parte della categoria ATP Tour 250 nell'ambito dell'ATP Tour 2022. Si è giocato presso il Royal Tennis Club de Marrakech di Marrakech in Marocco, dal 3 al 10 aprile 2022.

## Partecipanti

### Teste di serie
| Nazionalità | Giocatore                   | Ranking* | Testa di serie |
| ----------- | --------------------------- | -------- | -------------- |
| Canada      | Félix Auger-Aliassime       | 9        | 1              |
| Regno Unito | Daniel Evans                | 27       | 2              |
| Italia      | Fabio Fognini               | 34       | 3              |
| Spagna      | Albert Ramos Viñolas        | 35       | 4              |
| Argentina   | Federico Delbonis           | 36       | 5              |
| Paesi Bassi | Botic van de Zandschulp     | 42       | 6              |
| Spagna      | Alejandro Davidovich Fokina | 43       | 7              |
| Serbia      | Laslo Đere                  | 53       | 8              |
| Paesi Bassi | Tallon Griekspoor           | 56       | 9              |

* Ranking al 21 marzo 2022.

### Altri partecipanti
I seguenti giocatori hanno ricevuto una wild card per il tabellone principale:
- Félix Auger-Aliassime
- Elliot Benchetrit
- Malek Jaziri

I seguenti giocatori sono entrati nel tabellone principale passando dalle qualificazioni:

- Mirza Bašić
- Damir Džumhur
- Vít Kopřiva
- Pavel Kotov

Il seguente giocatore è entrato nel tabellone principale come lucky loser:
- Bernabé Zapata Miralles

Il seguente giocatore è entrato nel tabellone principale come alternate:
- Stefano Travaglia

### Ritiri
Prima del torneo
- Sebastián Báez → sostituito da  Richard Gasquet
- Benjamin Bonzi → sostituito da  Henri Laaksonen
- Aleksandr Bublik → sostituito da  Kamil Majchrzak
- Fabio Fognini → sostituito da  Stefano Travaglia
- Il'ja Ivaška → sostituito da  Carlos Taberner
- Pedro Martínez → sostituito da  Marco Cecchinato
- Benoît Paire → sostituito da  Yannick Hanfmann
- Alexei Popyrin → sostituito da  Bernabé Zapata Miralles
- Arthur Rinderknech → sostituito da  Hugo Dellien
- Jan-Lennard Struff → sostituito da  João Sousa

## Partecipanti al doppio

### Teste di serie
| Nazione    | Giocatore       | Nazione     | Giovatore              | Ranking* | Testa di serie |
| ---------- | --------------- | ----------- | ---------------------- | -------- | -------------- |
| Kazakistan | Andrej Golubev  | Francia     | Fabrice Martin         | 66       | 1              |
| Belgio     | Sander Gillé    | Belgio      | Joran Vliegen          | 67       | 2              |
| Uruguay    | Ariel Behar     | Paesi Bassi | Matwé Middelkoop       | 73       | 3              |
| Israele    | Jonathan Erlich | Francia     | Édouard Roger-Vasselin | 110      | 4              |

* Ranking al 21 marzo 2022.

### Altri partecipanti
Le seguenti coppie hanno ricevuto una wildcard per il tabellone principale:
- Walid Ahouda /  Mehdi Benchakroun
- Elliot Benchetrit /  Lamine Ouahab

Le seguenti coppie sono entrate nel tabellone principale come alternate:
- Mirza Bašić /  Damir Džumhur
- Marco Cecchinato /  Lorenzo Musetti

### Ritiri
Prima del torneo
- Pablo Andújar /  Pedro Martínez → sostituiti da  Federico Delbonis /  Guillermo Durán
- Aleksandr Bublik /  Jan Zieliński → sostituiti da  Andrea Vavassori /  Jan Zieliński
- Rohan Bopanna /  Matwé Middelkoop → sostituiti da  Ariel Behar /  Matwé Middelkoop
- Sebastián Báez /  Rafael Matos → sostituiti da  Rafael Matos /  David Vega Hernández
- Daniel Evans /  Ken Skupski → sostituiti da  Marco Cecchinato /  Lorenzo Musetti
- Denys Molčanov /  Franko Škugor → sostituiti da  Mirza Bašić /  Damir Džumhur

## Campioni

### Singolare
David Goffin ha battuto in finale  Alex Molčan con il punteggio di 3-6, 6-3, 6-3.
- È il sesto titolo in carriera per Goffin, il primo della stagione.

### Doppio
Rafael Matos /  David Vega Hernández hanno sconfitto in finale  Andrea Vavassori /  Jan Zieliński con il punteggio di 6-1, 7-5.